# Cava de San Miguel
La Cava de San Miguel es una breve y antigua vía urbana del Madrid de los Austrias en el barrio de Palacio. Sale de la Calle Mayor y dejando a un costado la Plaza Mayor desciende hasta la calle de Cuchilleros. Concentra parte del tipismo más tópico de la zona del arco de Cuchilleros, con establecimientos como Las Cuevas de Luis Candelas o el Mesón del Verdugo, instalados en los sótanos de los muros de contención de la plaza y la primitiva red de subterráneos medievales.

## Historia

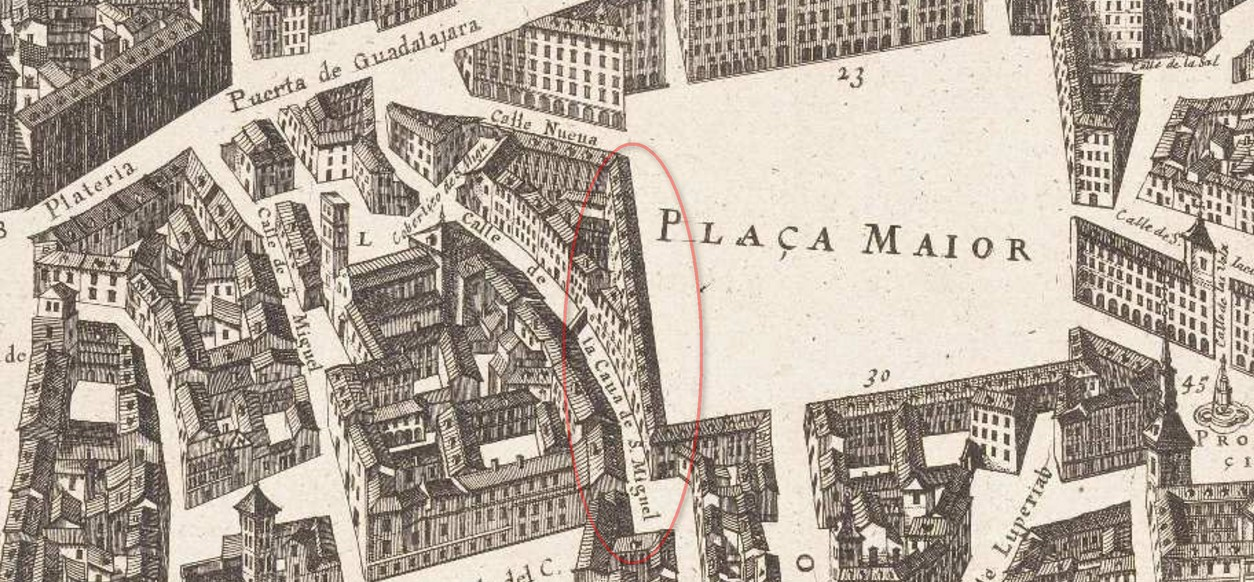
La Calle de la Cava de San Miguel en el Plano de Madrid de Texeira (1656).

En el plano del cartógrafo portugués Pedro Teixeira aparece rotulada como Calle de la Cava de San Miguel, y en el posterior de Espinosa simplemente como Cava de San Miguel. Antes, en el periodo medieval pasaba por ella el foso defensivo de la muralla que bajaba desde la Puerta de Guadalajara, hasta que al rellenarse la cava o mina, en 1567, se le dio a la nueva vía el nombre del arcángel por la vecina iglesia dedicada a San Miguel de los Octoes y derribada por José Bonaparte. Tanto Pedro de Répide como Hilario Peñasco y Carlos Cambronero, mucho antes de conocerse las realidades arqueológicas sobre la zona, comentaban que la mina de esta cava comunicaba con la Cava Baja, viniendo desde la referida puerta de Guadalajara.

## Madrid galdosiano

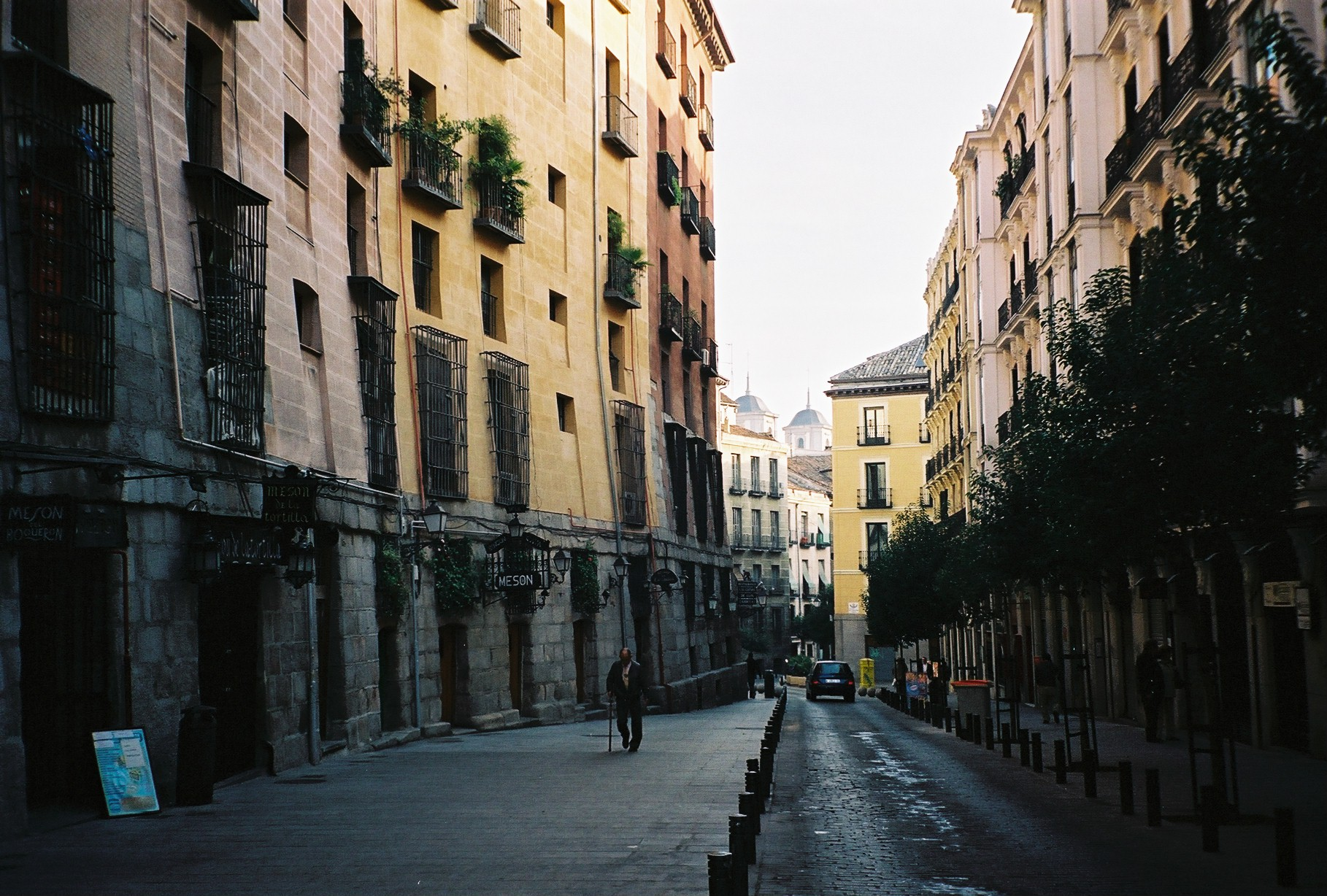
La umbría Cava de San Miguel poco antes de enlazar con Cuchilleros. Al fondo las cúpulas del Buen Suceso.

No podían faltar referencias en la obra de Galdós, con especial protagonismo en su obra maestra, Fortunata y Jacinta, como este episodio nocturno del personaje Plácido Estupiñá: 

Al llegar a la esquina de la Cava de San Miguel, vio al sereno; mejor dicho, lo que vio fue el farol del sereno, que andaba hacia la rinconada de la calle de Cuchilleros. Creyó que era el Viático, y arrodillándose y descubriéndose, según tenía por costumbre, rezó una corta oración y dijo: «¡que Dios le dé lo que mejor le convenga!». Las carcajadas de sus soeces burladores, que le habían seguido, le volvieron a su acuerdo, y conocido el error, se metió a escape en su casa, que a dos pasos estaba. Durmió, y al día siguiente como si tal cosa. Pero sentía un remordimiento vivísimo que por algún tiempo le hacía suspirar y quedarse meditabundo. Nada afligía tanto su honrado corazón como la idea de que Barbarita se enterara de aquel chasco del Viático. Afortunadamente, o no lo supo, o si lo supo no se dio nunca por entendida.
Benito Pérez Galdós en Fortunata y Jacinta. Parte primera, capítulo II.2 